# Ederswiler
Ederswiler ist eine politische Gemeinde im Bezirk Delémont des Kantons Jura in der Schweiz.

## Geographie
Ederswiler liegt auf 553 m ü. M., 7 km nördlich des Kantonshauptorts Delsberg (Luftlinie). Das Bauerndorf liegt im nördlichen Jura nahe der Grenze zu Frankreich, in einer Talmulde am Bösenbach.
Die Fläche des 3,3 km² grossen Gemeindegebiets umfasst das Tal des Bösenbachs, der nach Norden zur Lützel (französisch Lucelle) entwässert. Im Süden und Südosten erstreckt sich das Gemeindegebiet auf die Hügelzüge von Berg (858 m ü. M.) und Hasenschell (870 m ü. M.), die westliche Abgrenzung bildet die Felsnase des Lobbergs (771 m ü. M.), und im Norden thronen direkt über dem Dorf die Jurakalkfelsen des Hallen (693 m ü. M.). Von der Gemeindefläche entfielen 1997 4 % auf Siedlungen, 42 % auf Wald und Gehölze und 54 % auf Landwirtschaft.
Zu Ederswiler gehören mehrere Einzelhöfe. Nachbargemeinden von Ederswiler sind Pleigne und Movelier im Kanton Jura sowie Roggenburg im Kanton Basel-Landschaft.

## Bevölkerung
Mit 117 Einwohnern (Stand 31. Dezember 2023) gehört Ederswiler zu den kleinen Gemeinden des Kantons Jura. Es ist die einzige deutschsprachige Gemeinde im Kanton. Von den Bewohnern sind 84,5 % deutschsprachig, 10,1 % französischsprachig und 2,3 % spanischsprachig (Stand 2000). Die Bevölkerungszahl von Ederswiler belief sich 1850 auf 219 Einwohner, 1900 noch auf 124 Einwohner. Im Verlauf des 20. Jahrhunderts pendelte die Einwohnerzahl stets im Bereich zwischen 110 und 170 Personen. Ederswiler hat keine eigene Schule, die Schüler besuchen den französischsprachigen Unterricht in den Schulen von Movelier und Soyhières.

## Wirtschaft
Ederswiler ist noch heute stark landwirtschaftlich geprägt; mehr als 50 % der Erwerbstätigen sind im 1. Sektor beschäftigt. Die übrigen Erwerbstätigen arbeiten vorwiegend auswärts. Alljährlich findet in der Gemeinde ein internationales Motocross-Rennen statt.

## Verkehr
Ederswiler liegt abseits der grösseren Durchgangsstrassen; die Kantonsstrasse, die durch den Ort führt, verbindet Delsberg mit dem französischen Ferrette/Pfirt im Elsass. Das Dorf ist durch die Postautolinien Delsberg – Roggenburg und Laufen – Roggenburg an den öffentlichen Verkehr angeschlossen. Mit letzterer ist Ederswiler als einzige jurassische Gemeinde in den Tarifverbund Nordwestschweiz integriert.

## Geschichte
Erste Erwähnung findet Ederswiler 1323 als Ernswilre. Das Dorf gehörte zur Pfarrei Roggenburg, die unter dem Bischof von Basel stand. Dieser übergab die Kirchgemeinde 1389 bis 1454 den Grafen von Thierstein als Lehen. Von 1793 bis 1815 gehörte Ederswiler zu Frankreich und war anfangs Teil des Département du Mont-Terrible, ab 1800 mit dem Département Haut-Rhin verbunden. Durch die Entscheidung des Wiener Kongresses kam der Ort 1815 zur Schweiz und zum Kanton Bern.
In den Juraplebisziten entschied sich Ederswiler 1974 gegen die Schaffung eines Kantons Jura. Die Gemeinde hatte aber keine gemeinsame Grenze mit dem damaligen Amtsbezirk Laufen, so dass sie bei den Juraplebisziten nicht ihre Kantonszugehörigkeit selbst bestimmen konnte. Die dafür notwendige Grenzlage entstand erst mit dem Wechsel der benachbarten Gemeinde Roggenburg zum Amtsbezirk Laufen. Am 1. Januar 1979 erfolgte deshalb zwangsläufig der Übertritt vom Kanton Bern an den neu geschaffenen Kanton Jura. Darauf stand im Rahmen der Jurafrage lange Zeit ein Gebietsabtausch zur Debatte: Ederswiler sollte zurück in den Kanton Bern wechseln, während die Gemeinde Vellerat, welcher der Anschluss an den Kanton Jura aus den gleichen Gründen verwehrt geblieben war, neu dem Kanton Jura angehören sollte (die beiden Gemeinden Châtillon und Courrendlin waren damals noch im Bezirk Moutier). Als sich die Bevölkerung des Laufentals 1989 jedoch für den Übertritt zum Kanton Basel-Landschaft aussprach, hatte Ederswiler keine gemeinsamen Grenzen mit Berner Gemeinden mehr und blieb – obwohl deutschsprachig – im französischsprachigen Kanton.

## Sehenswürdigkeiten
Im Dorf steht die Sankt-Anna-Kapelle, die 1857 erbaut wurde.

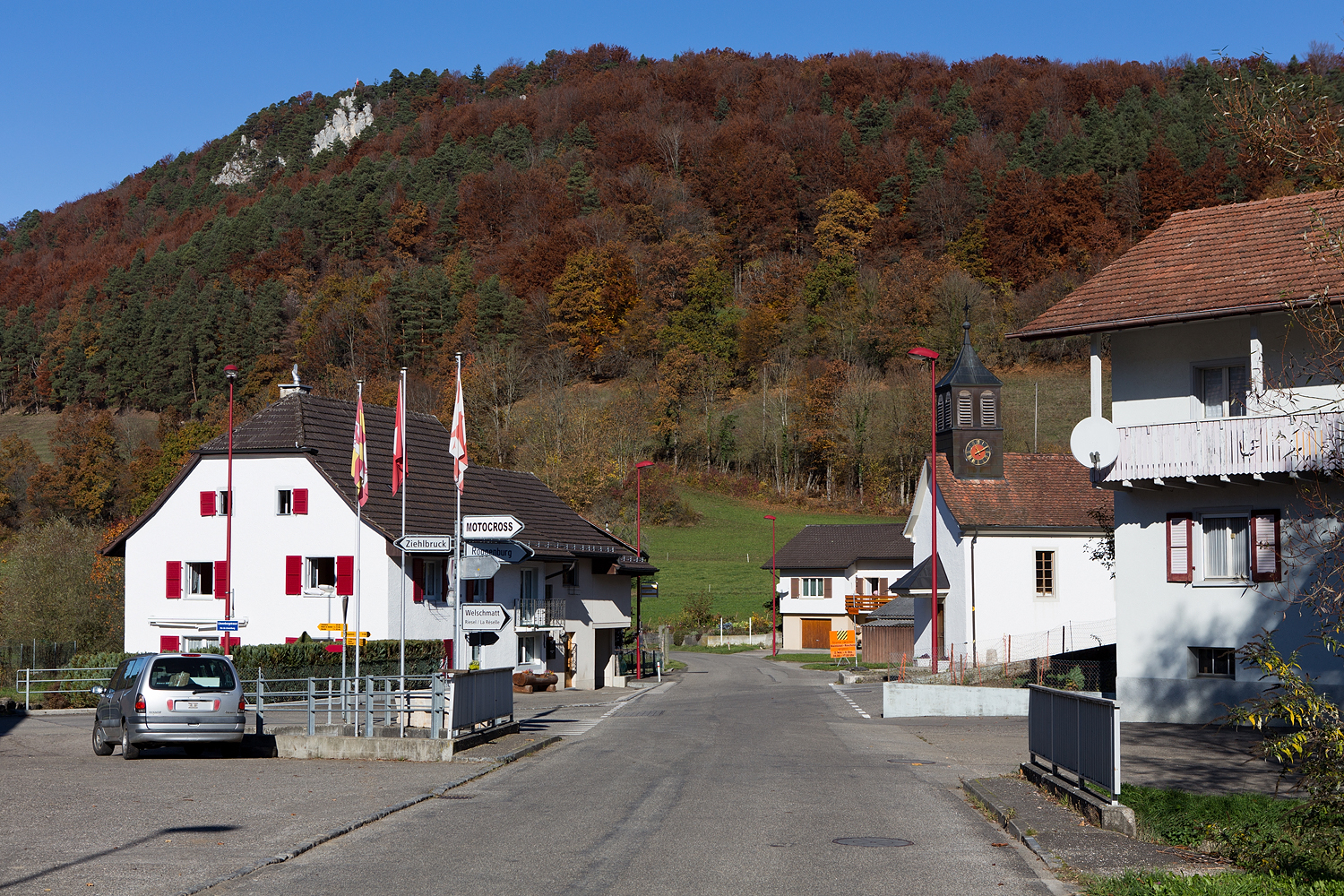
Ederswiler
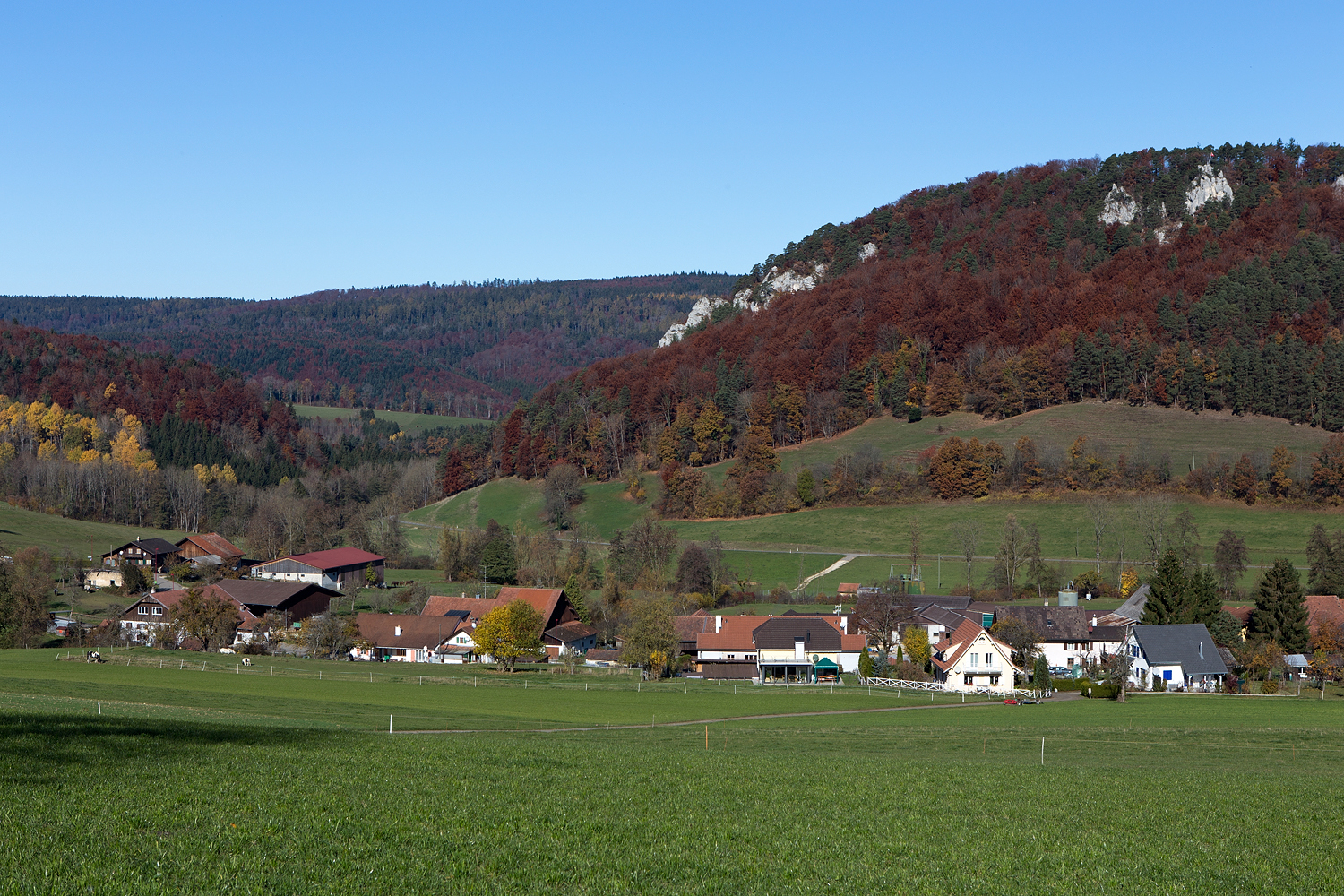
Ederswiler
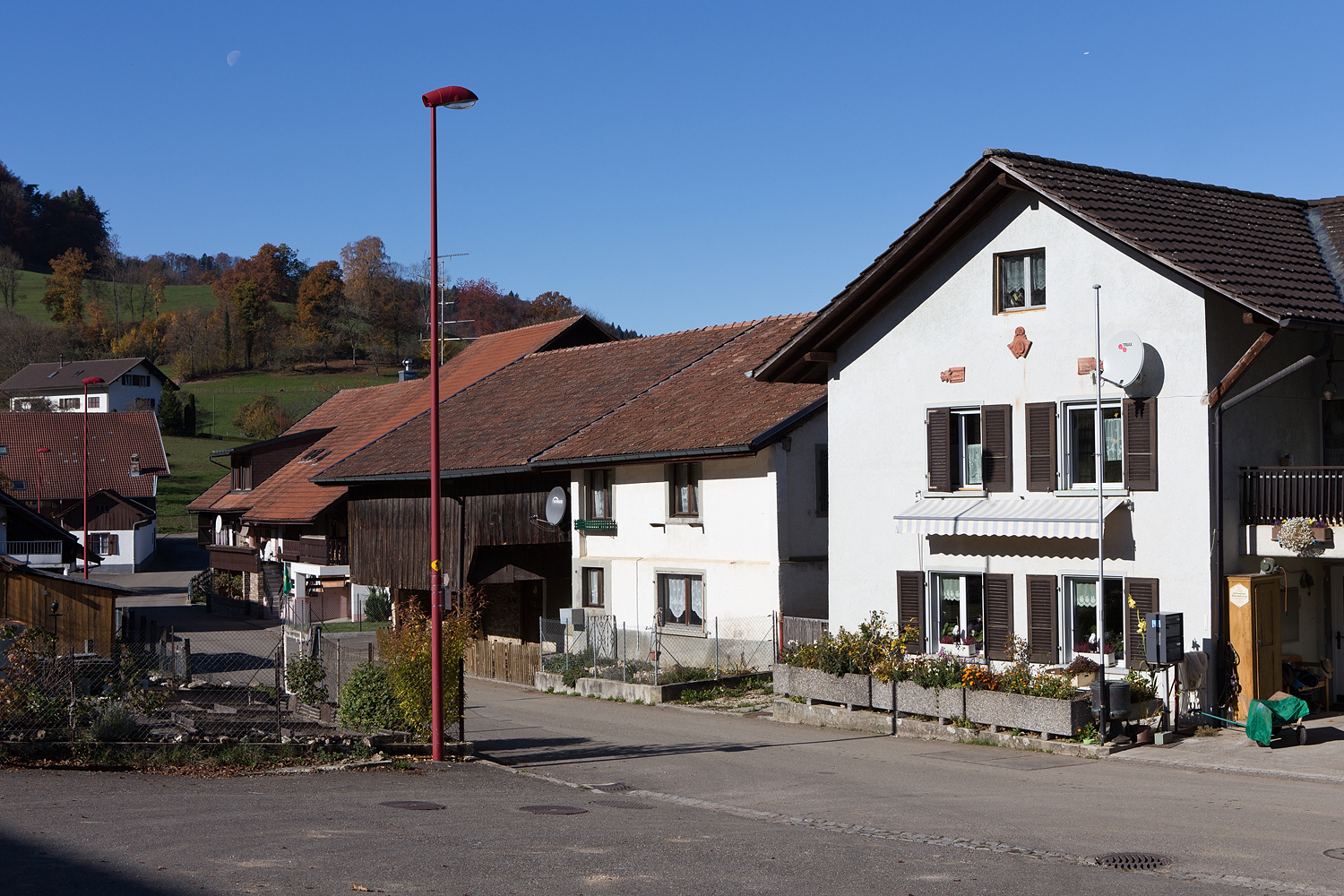
Im Dorf, Löwenburgstrasse
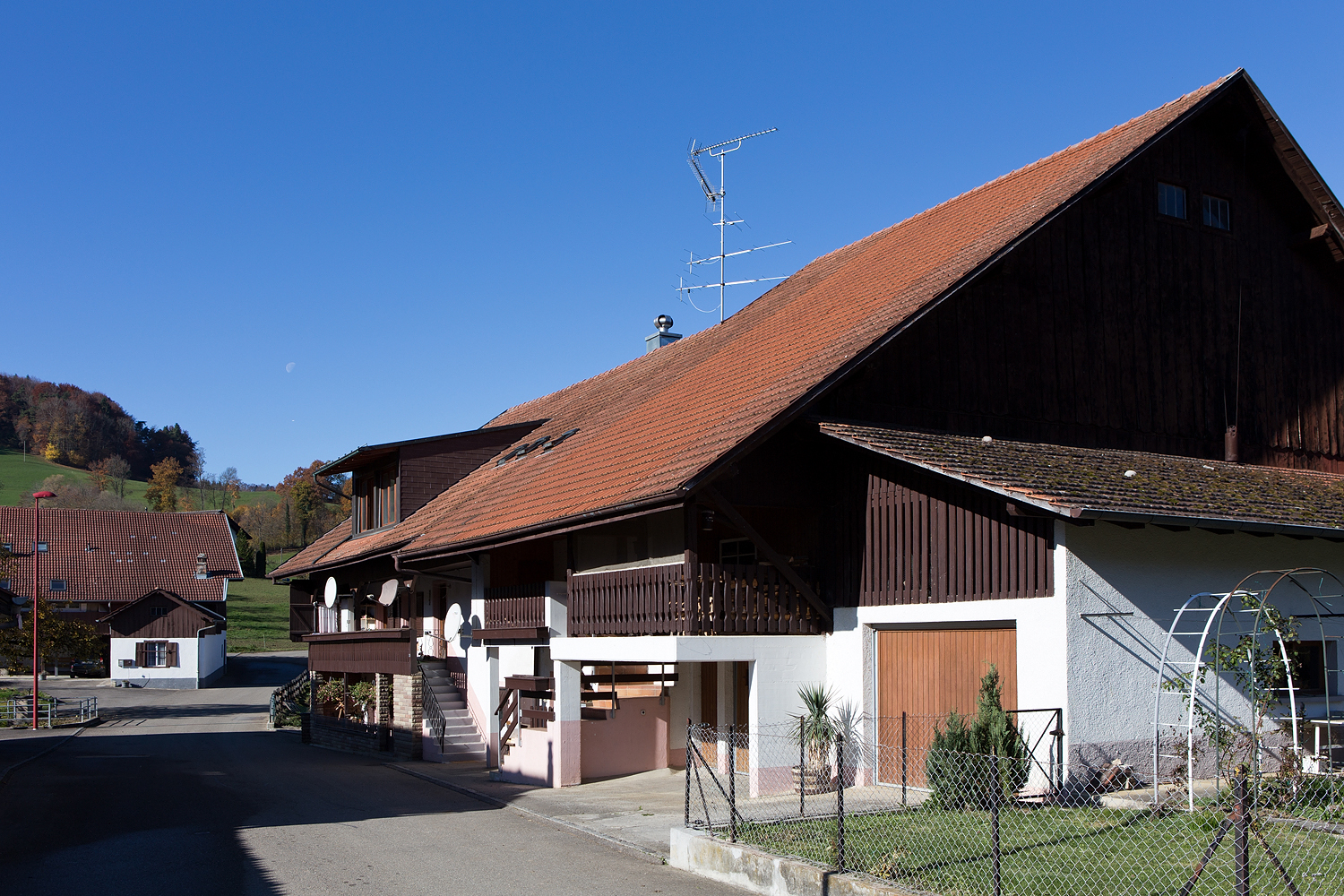
Im Dorf, Löwenburgstrasse
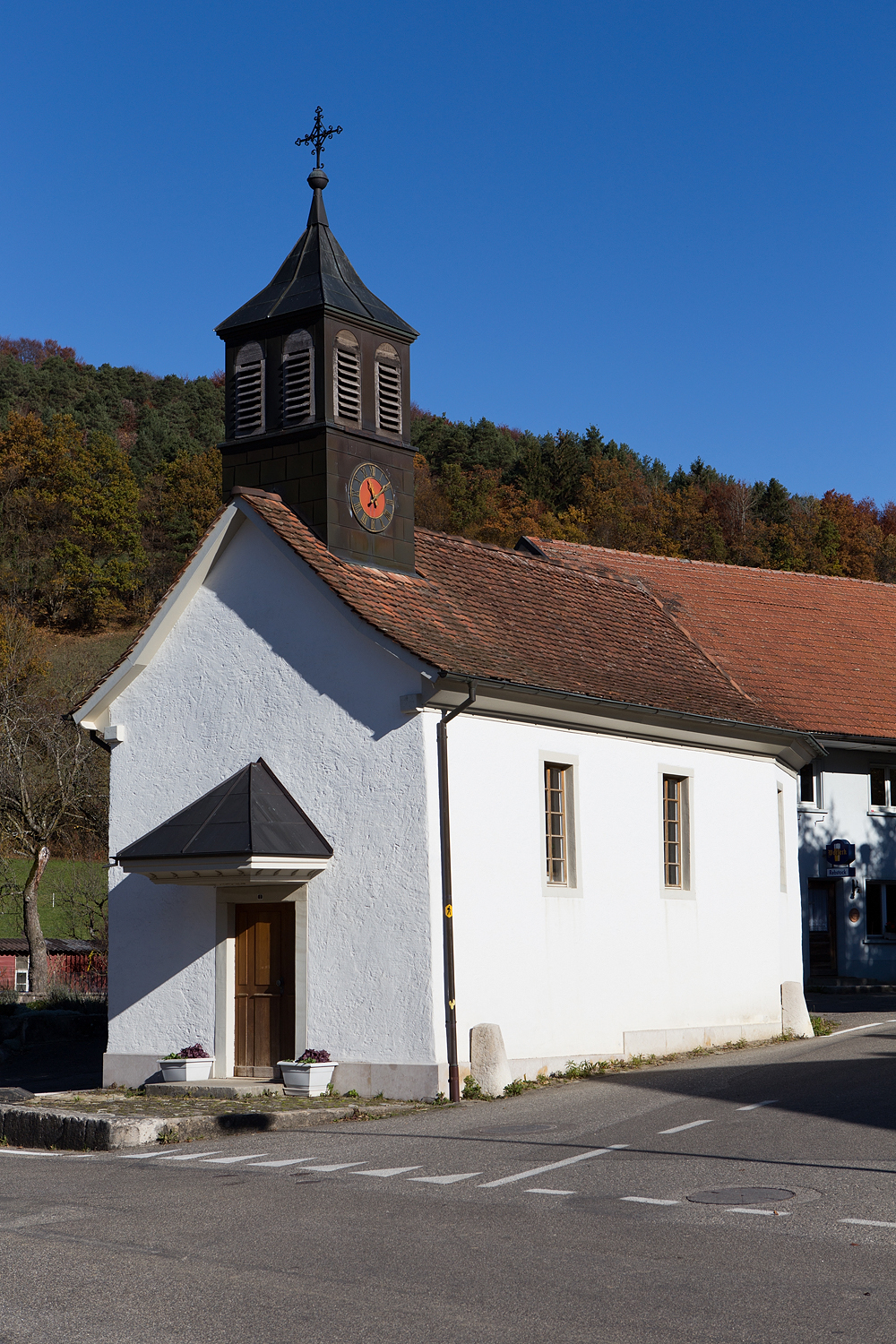
Kapelle St. Anna